# Symplocos brachybotrys
Symplocos brachybotrys är en tvåhjärtbladig växtart som beskrevs av Elmer Drew Merrill. Symplocos brachybotrys ingår i släktet Symplocos och familjen Symplocaceae. Inga underarter finns listade i Catalogue of Life.